# Bangkok Love Stories
Bangkok Love Stories (thailandese: Bangkok รัก Stories 2; anche noto come Bangkok rak Stories 2) è una serie televisiva antologica thailandese ideata da Ekachai Uekrongtham, prodotta da GMM BRAVO e andata in onda tra il 2018 e il 2019 sull'emittente GMM 25 (e in latecast su Line TV). Essa è strutturata in quattro stagioni autoconclusive, trasmesse alternativamente a coppie: Innocence (ตอน ไม่เดียงสา), Hey You! (ตอน อ้าวเฮ้ย!), Plead (ตอน เรื่องที่ขอ) e Object of affection (ตอน สิ่งของ). In Italia le stagioni sono state distribuite Netflix dal 12 marzo al 2 luglio 2019.
L'opera ha come prequel Bangkok rak Stories.

## Trama

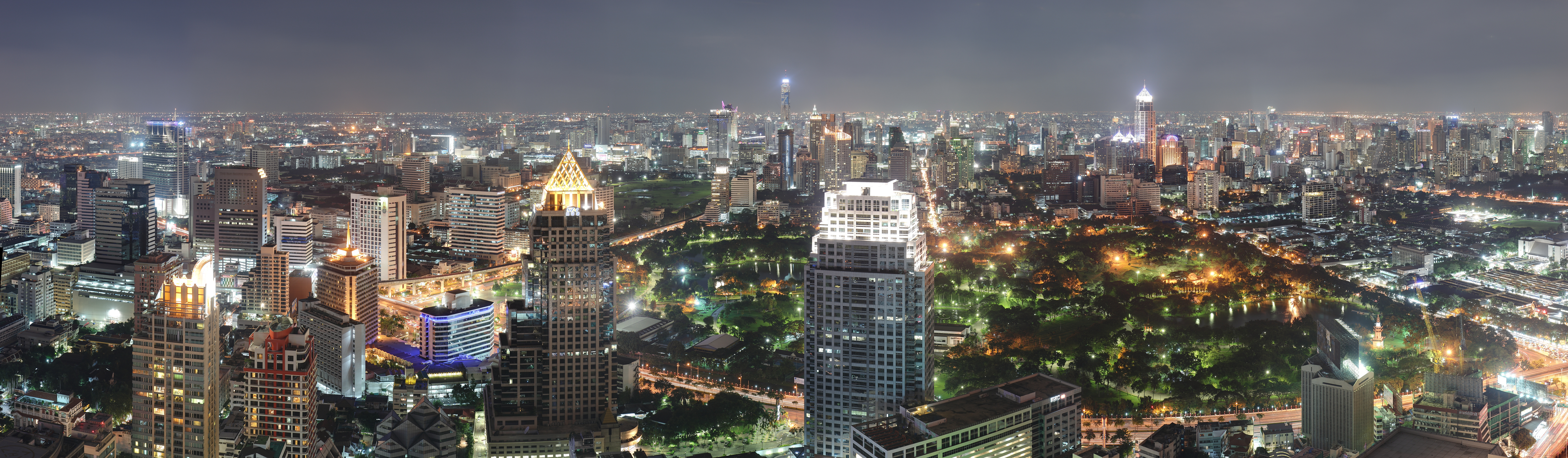
La città di Bangkok di notte.

### Prima stagione:Innocence

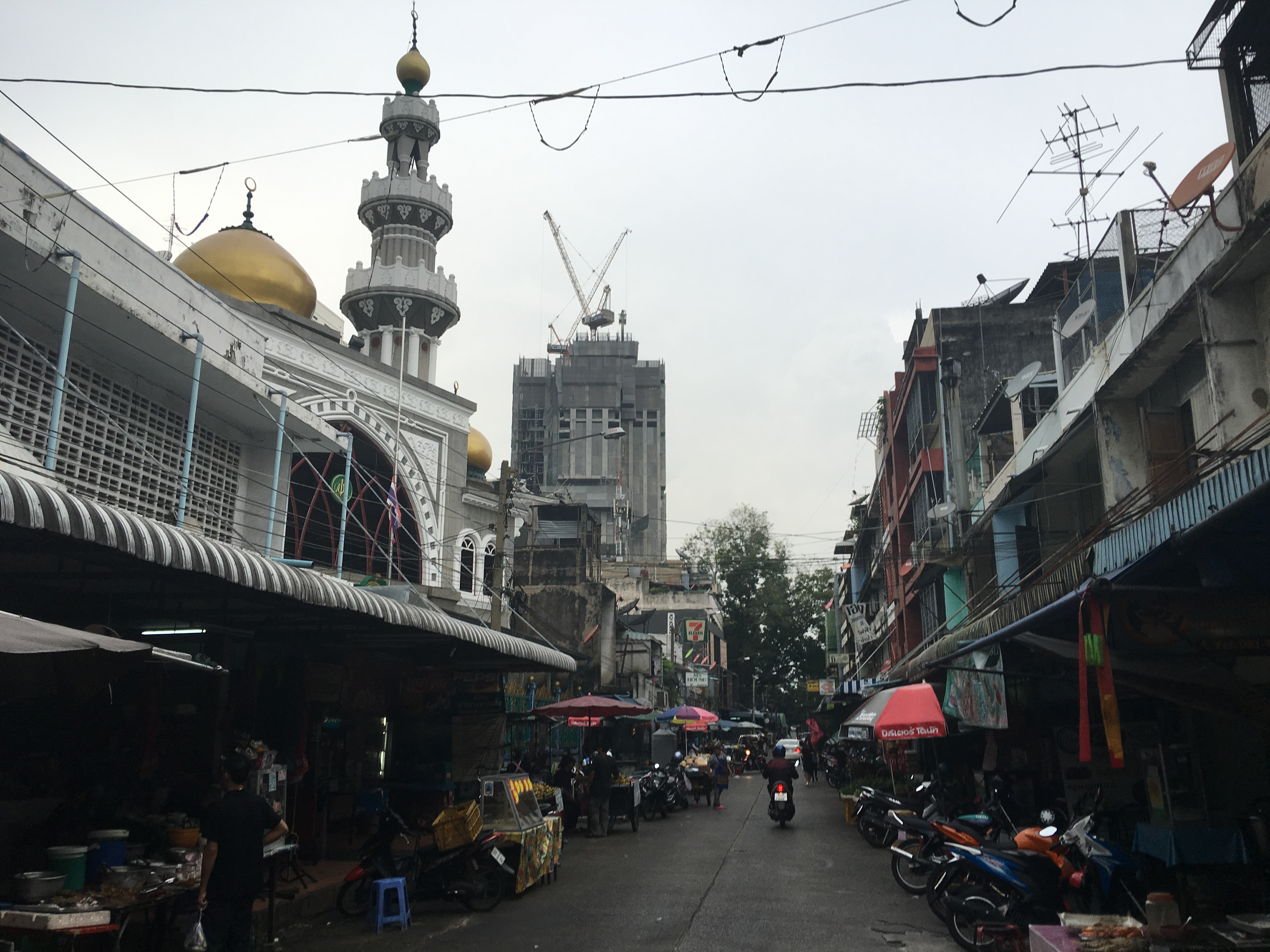
Quartiere Silon di Bangkok

Nello luminoso quartiere di Silom si intrecciano le storie d'amore e di lavoro di molti personaggi.

### Seconda stagione:Hey You!

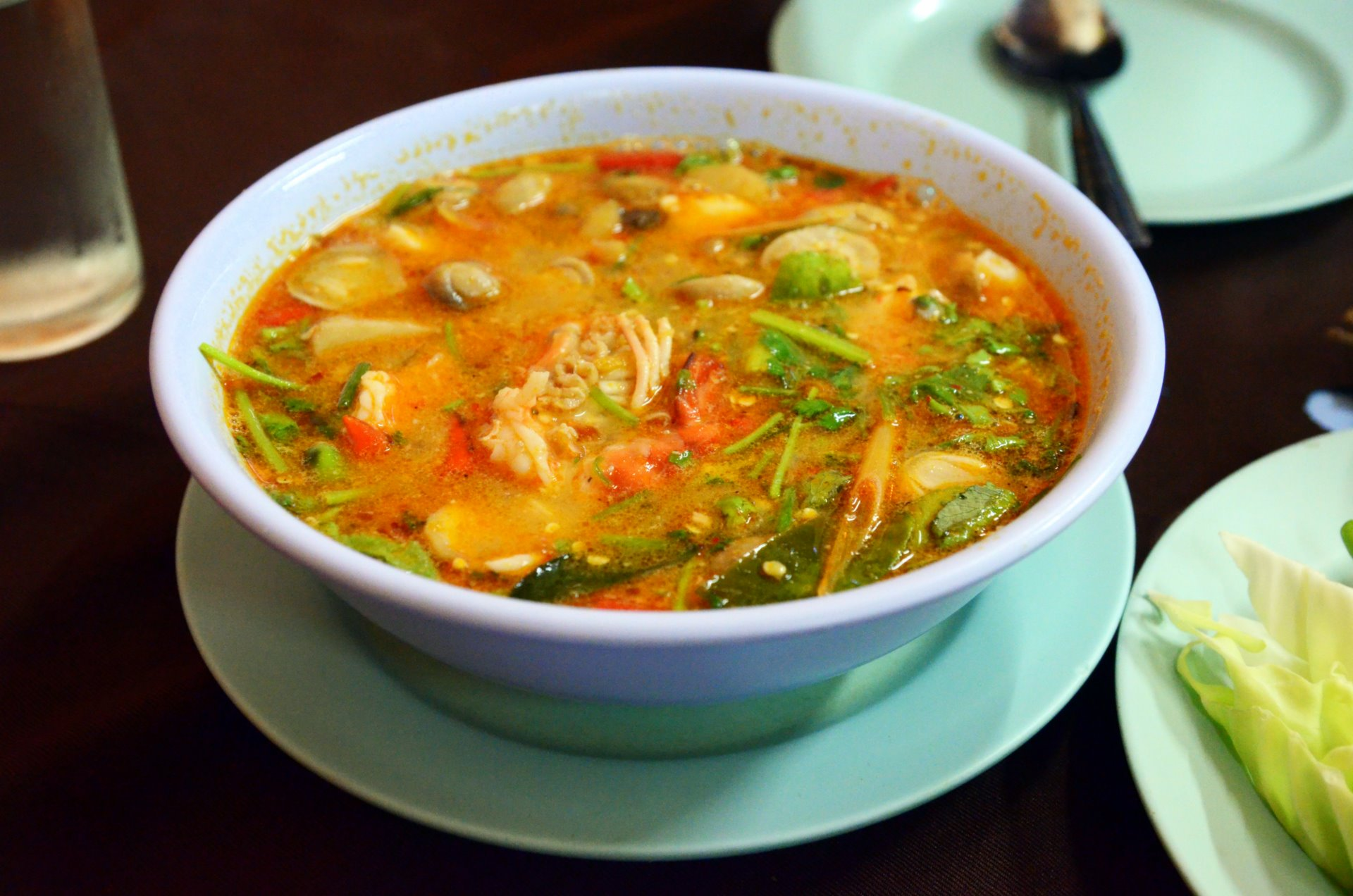
Un piatto tailandese.

Dopo la rottura del fidanzamento tra Kram e Belle quest'ultima decide di aprire un bistro stile fusion, nel prestigioso quartiere di Ari, proprio accanto al ristorante tradizionale di Kram dando vita a una forte rivalità.

### Terza stagione:Plead

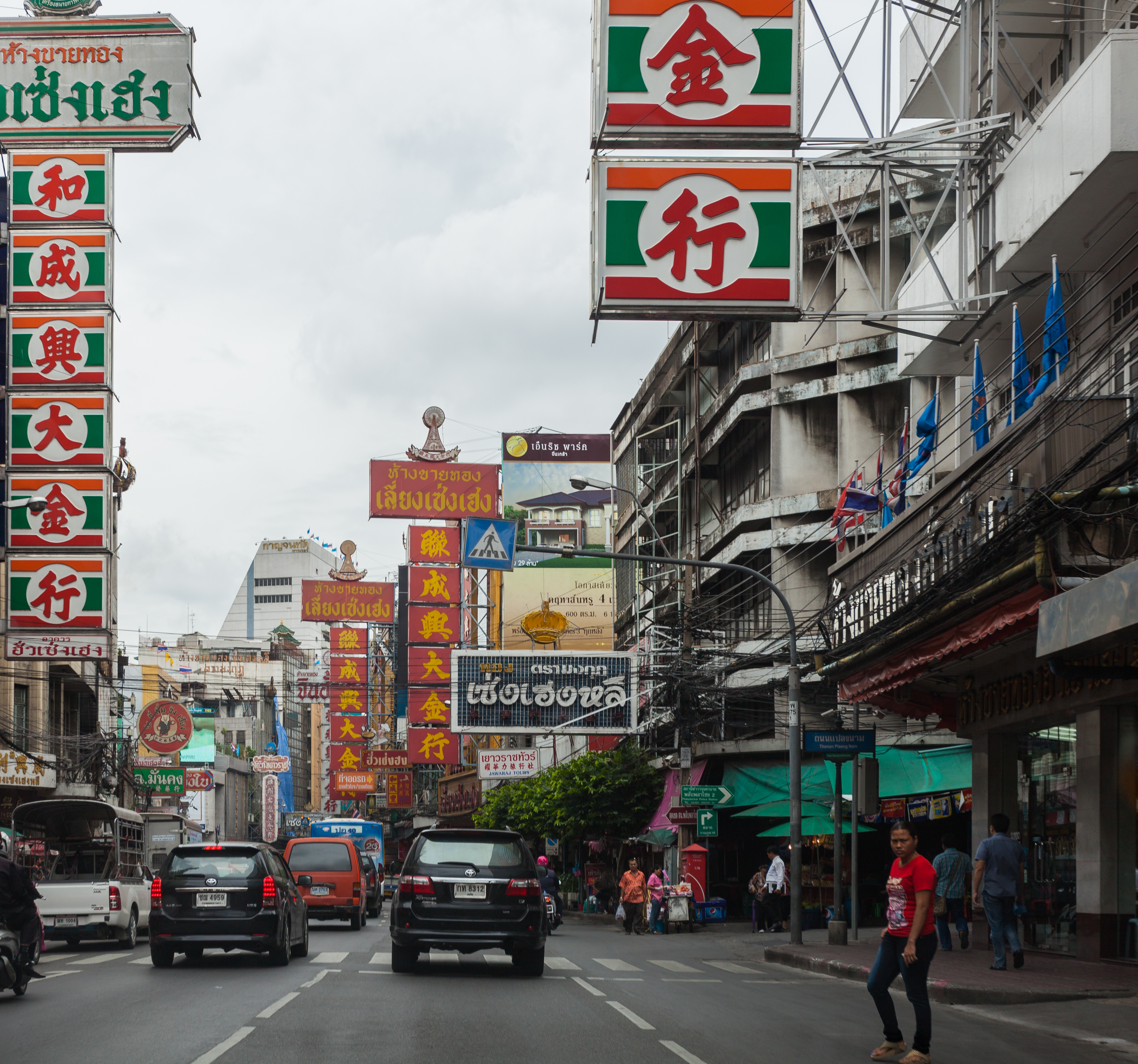
Il quartiere China Town di Bangkok.

Nella Chinatown di Bangkok una vivace esperta di marketing digitale si innamora di un chiromante cieco ma i loro destini sono incompatibili.

### Quarta stagione:Object of affection
Un mite tecnico informatico si invaghisce di una graffitara che soffre di un disturbo di personalità multipla il quale peggiorerà notevolmente dopo aver assistito a un duplice omicidio.

## Personaggi e interpreti

### Prima stagione:Innocence

#### Principali
- Claudia, interpretata da Nida Patcharaveerapong
- Keaton/Nawin, interpretato da Nattapol Diloknawarit
- Simon, interpretato da Tosatid Darnkhuntod
- Eve, interpretata da Narupornkamol Chaisang
- Danny, interpretato da Ponlawit Ketprapakorn
- JC, interpretato da Kawin Manonukul
- Jennista, interpretata da Nicole Theriault

#### Ricorrenti
- Teera Pratumtree, interpretata da se stessa
- Mednoon, interpretata da Tatchakorn Boonlapayanan
- Lin, interpretata da Pavadee Komchokpaisan
- Madre di Simon, interpretata da Rudklao Amratisha

#### Guest star
- Personal trainer, interpretato da Pakorn Thanasrivanitchai

### Seconda stagione:Hey You!

#### Principali
- Belle, interpretata da Termthanaporn Wanida
- Kram, interpretato da Patharamanop Isariy
- Arthur, interpretato da Nontanun Anchuleepradit
- Mew, interpretata da Chonnikan Netjui

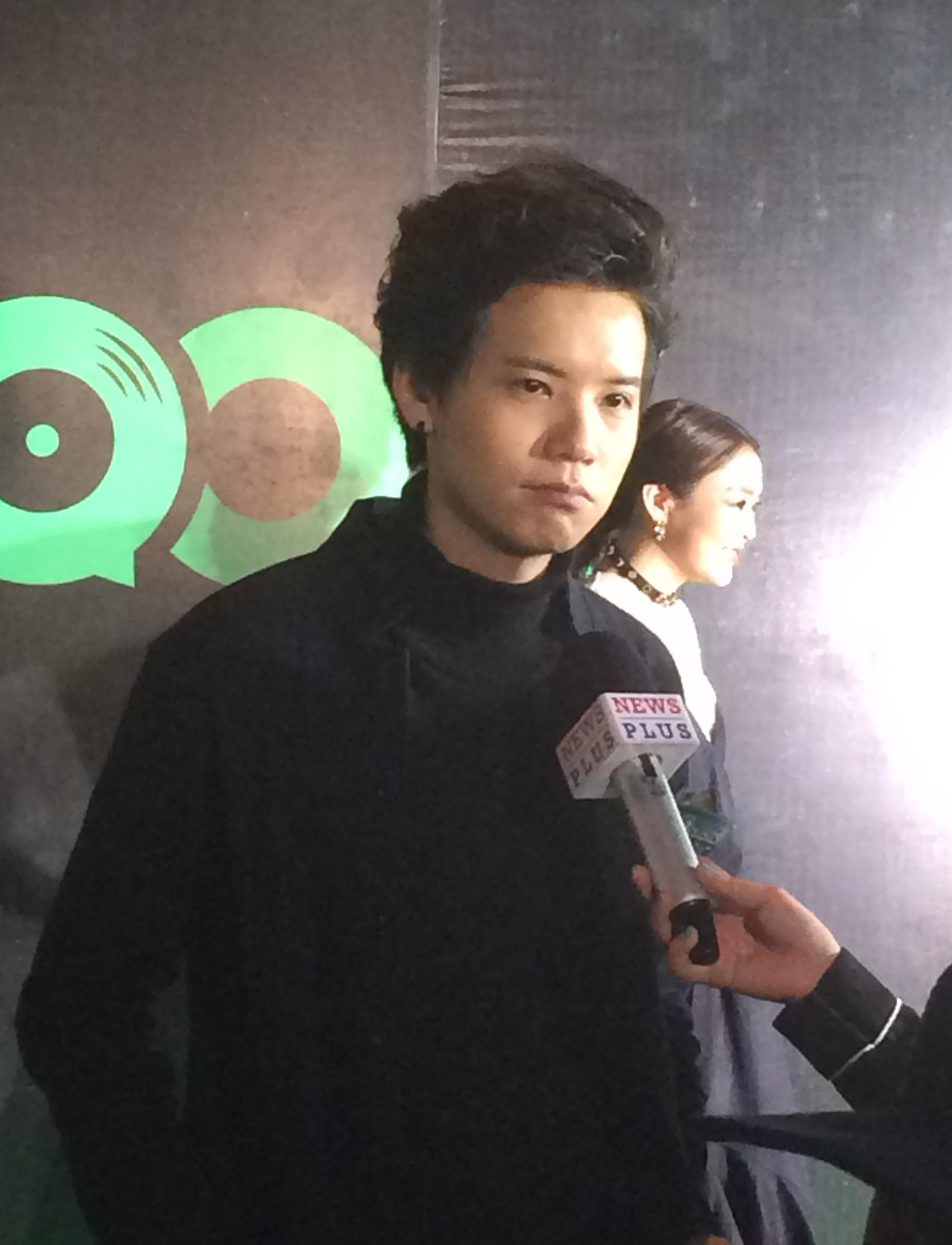
Kacha Nontanun nel 2017

#### Ricorrenti
- Khun Ying Ratchuwong, interpretata da Tai Penpak Sirikul
- Ong-arj, interpretato da Thawat Pornrattanaprasert

### Terza stagione:Plead

#### Principali
- Tee, interpretato da Chanon Santinatornkul
- El, interpretata da Sutatta Udomsilp

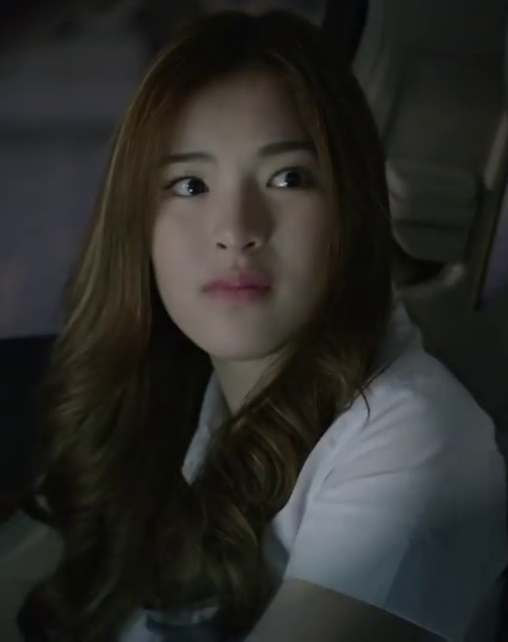
Sutatta Udomsilp

#### Secondari
- Deery, interpretata da Suttatip Wutchaipradit
- Peak, interpretato da Varot Makaduangkeo
- Hia Liu, interpretato da Surapol Poonpiriya
- Bai, interpretata da Morakot Liu
- Ong, interpretato da Cholsawas Tiewwanichkul
- Madre di El, interpretata da Panyawong Ornanong
- Hong, interpretata da Hattaya Wongkrachang

### Quarta stagione:Object of affection

#### Principali
- Jesse / Pinky / Jenny / Joey, interpretata da Apinya Sakuljaroensuk
- Qten, interpretato da Kanokchat Munyadon

#### Ricorrenti
- Ryu, interpretato da Thongpoom Siripipat
- Yai, interpretato da Akaranithimetrad Akarin
- Kang Tae Hee, interpretata da Seo Ji Yeon
- Kang, interpretato da Awat Ratanapintha
- Dada, interpretata da Sara Nalin Hohler

## Episodi
| Stagione         | Episodi | Prima TV  |
| ---------------- | ------- | --------- |
| Prima stagione   | 13      | 2018-2019 |
| Seconda stagione | 13      | 2018-2019 |
| Terza stagione   | 13      | 2019      |
| Quarta stagione  | 13      | 2019      |